# Тизенгаузен, Павел Германович
Барон Павел Германович Тизенгаузен (нем. Paul von Tiesenhausen; 10 января 1837[…], Idavere, Ляэне-Вирумаа — 24 ноября 1876[…], Мюнхен) — русский и немецкий художник-пейзажист.

## Биография
Родился в 1837 году. Выходец из остзейского немецкого баронского рода Тизенгаузенов. Образование получил в Соборной школе в Ревеле (Таллине). В начале Крымской войны, в 1853 году, в возрасте 16 лет, вступил в армию добровольцем-волноопределяющимся. Дослужился до поручика.
В 1861 году вышел в отставку и переехал в Мюнхен, где с 1864 года учился в местной Академии художеств, у Карла Милльнера и Адольфа Генриха Лиера.
После завершения учёбы, остался в Мюнхене. Писал пейзажи, в основном изображающие морские побережья. Работал на пленэре в Нормандии и в Италии. Неоднократно посещал Россию. 
Скончался в Мюнхене в 1876 году.

## Семья
В 1870 году в Санкт-Петербурге  в Михайловской лютеранской церкви сочетался браком с Ниной фон Шульман.

## Галерея
- Вечер на берегу Балтийского моря.
- Развалины замка на балтийском побережье.
- Рыбацкая лодка. Прибой.